# Живучесть
Живучесть — способность технического устройства, сооружения, средства или системы выполнять основные свои функции, несмотря на полученные повреждения, либо адаптируясь к новым условиям.
Например, под живучестью судна можно понимать его способность оставаться на плаву и не терять остойчивость в случае затопления одного или большего числа отсеков из-за полученного повреждения корпуса.
Живучесть системы городского электротранспорта определяется способностью не прерывать работу всей системы или значительного её участка из-за планового ремонта, аварии, повреждения контактной сети и (или) рельсового пути. При возникающих затруднениях маршруты пускаются по обходным путям, укорачиваются за счет промежуточных разворотных колец или перенаправляются на запасную конечную станцию. Для троллейбусов также возможно применение систем автономного хода. В случаях, когда работа маршрута на участке невозможна в течение длительного времени (ремонт) — вводят временные маршруты электротранспорта и компенсирующие автобусные маршруты. В некоторых случаях, когда разветвлённый участок соединён с основной сетью единственной линией (по мосту, например) — на этом участке стараются запроектировать собственное депо. При его отсутствии организуют временные площадки для ночного отстоя ПС. В случаях с трамваями, когда на заблокированном на длительный период участке нет разворотного кольца, применяют челноки — вагоны, сцепленные хвостами.
Живучесть ствола (лейнера) орудия определяется как количество выстрелов, которые может произвести орудие до выхода из строя или снижения кучности выстрелов до неприемлемого уровня.